# Marduk (sastav)
Marduk je švedski black metal-sastav koji je 1990. u Norrköpingu osnovao gitarist Morgan Håkansson, koji je do danas njegov jedini stalni član. Dobio je ime po Marduku, bogu zaštitniku grada Babilona.

## Povijest

### Osnivanje i debitantski album (1990. – 1992.)
Marduk je u rujnu 1990. godine osnovao Morgan "Evil" Håkansson jer je želio stvoriti "najbogohulniji metal sastav". U lipnju iduće godine grupa je snimila svoj prvi demouradak, Demo #1  (koji je kasnije reizdan pod imenom Fuck Me Jesus), u Gorysound Studiosu. Na njemu je pjevao Andreas "Dread" Axelsson, Rickard Kalm svirao je bas-gitaru, Joakim "Af Gravf" Göthberg svirao je bubnjeve, a Morgan Håkansson svirao je gitaru. Iste je godine snimljen i EP "Here's No Peace", no nije objavljen sve do 1997. godine.
Debitantski album Dark Endless snimljen je u lipnju 1992. godine, a u prosincu ga je objavio No Fashion Records. Kalm je zatim napustio skupinu i novi je basist postao Roger "Bogge" Svensson, poznat i kao "B. War". Magnus "Devo" Andersson svirao je drugu gitaru na albumu. Producenti Dark Endlessa sami su članovi, miksao ga je Dan Swanö, a objavljen je na gramofonskoj ploči i CD-u.

### Suradnja s Osmose Productionsom (1993. – 1996.)
Axelsson je poslije objave debitantskog albuma odlučio napustiti skupinu i posvetiti se Edge of Sanityju; pjevač na drugomu albumu, Those of the Unlightu iz 1993., jest Joakim Göthberg, koji je također svirao i bubnjeve. Fredrik Andersson iduće je godine počeo svirati bubnjeve u grupi. Zbog nesuglasica s No Fashion Recordsom Marduk je odlučio potpisati ugovor s Osmose Productionsom, s kojim je surađivao do kraja 1990-ih. Those of the Unlight objavljen je u vinilnoj inačici ograničenoj na 300 primjeraka i na CD-u. Poslije toga Magnus Andersson napustio je sastav kako bi se usredotočio na druge glazbene projekte (Overflash, Allegience i Cardinal Sin).
U travnju 1994. godine grupa je održala prvi koncert u inozemstvu, na festivalu black metal glazbe u Oslu, nakon čega se pridružila Immortalu na njegovoj turneji "Sons of Northern Darkness" koja je trajala od svibnja do lipnja te godine. Treći album skupine, Opus Nocturne, objavljen je u prosincu 1994. godine. Marduk je u veljači 1995. otišao na europsku turneju "Winter War" kao glavni izvođač. U to je vrijeme prvi put nastupio i na američkom kontinentu, u gradu Mexico Cityju. Göthberg je zatim napustio sastav, prvo kako bi se posvetio skupini Cardinal Sin, a naknadno je osnovao sastav Dimension Zero, u kojem je sudjelovao i Jesper Strömblad, gitarist In Flamesa.
U lipnju 1996. objavljen je album Heaven Shall Burn... When We Are Gathered; na njemu su se pojavili novi članovi – pjevač Erik "Legion" Hagstedt (iz skupina Black Goat i Ophthalamia) i gitarist Kim Osara (bivši član Overflasha). Te je godine objavljen i EP Glorification, na kojem se nalaze remiksana inačica pjesme "Glorification of the Black God" i četiri obrade – u pitanju su pjesme skupina Piledriver, Destruction i Bathory. Na ograničenoj vinilnoj inačici albuma od 1000 primjeraka nalazi se i obrada Venomove pjesme "Hellchild".

### Europske turneje i koncertni albumi (1996. – 1999.)
Skupina je 1996. otišla na europsku turneju s gitaristom Peterom Tägtgrenom (članom sastava Hypocrisy i producentom albuma). Također je bio predgrupa Mayhemu na njegovom povratničkom koncertu u Njemačkoj. Za vrijeme te turneje snimljen je koncertni album Live in Germania, a objavljen je u lipnju 1997. godine. Također je objavljen u ograničenoj nakladi od 1500 primjeraka kao dvostruki LPs. Iste je godine Shadow Records objavio EP Here's No Peace, na kojem se nalaze pjesme snimljene još 1991., ali koje nikad prije nisu bile objavljene. Bloddawn Productions tri je godine kasnije ponovno objavio uradak, na koji je uvrstio i dvije obrade Bathoryjevih pjesama, "Woman of Dark Desires" i "In Conspiracy with Satan".
Tijekom listopada 1997. sastav je počeo snimati nove pjesme u Tägtgrenovu studiju The Abyss; rezultat tih sesija jest peti studijski album, Nightwing, objavljen u travnju 1998. godine. Pjesme na njemu podijeljene su u dva poglavlja; prvi, "Dictionnaire Infernal", sastoji se od prvih četiriju skladbi, dok se u poglavlju "The Warlord of Wallachia" nalazi posljednjih pet pjesama i utemeljeno je na priči o Vladu III. Drakuli. Albumom Nightwing Marduk je dobio širu međunarodnu publiku. Godine 2007. Blooddawn Productions ponovno ga je objavio u dvanaestoinčnoj gramofonskoj inačici, dok ga je godinu dana kasnije objavio s bonus DVD-om "Live in Rotterdam", snimljenom u travnju 1998. godine.
Marduk se na albumu Panzer Division Marduk iz 1999. godine posvetio tematici rata. Iako se naziv može povezati s nacističkom ideologijom iz Drugoga svjetskoga rata, protuteža mu je činjenica da se na naslovnici pojavljuje britanski tenk. Vrlo brza glazba na tom albumu dovela je do nove kovanice, norsecore, kojom se opisivalo spoj black metala s grindcoreom. U listopadu 1999. Marduk je otišao na europsku turneju s Angel Corpseom, Aeternusom i Cannibal Corpseom, a tijekom nje prvi je put nastupio i u Japanu.

### Nova diskografska kuća i deseta obljetnica postojanja (2000. – 2001.)
EP Obedience, na kojem se nalazila obrada pjesme "Into the Crypts of Rays" Celtic Frosta, objavljen je 2000. godine. U to je vrijeme sastav napustio Osmose Productions kako bi osnovao vlastitu diskografsku kuću Blooddawn Productions, koja je distribuirala uradak u Europi. Iduće je godine Century Media objavio EP u Sjevernoj i Južnoj Americi, a u inačicu za tržište SAD-a dodane su tri koncertne skladbe. Marduk je proslavio desetu godišnjicu postojanja koncertom koji se održao u Norrköpingu na Noć vještica. Iste je noći objavljen drugi koncertni album, Infernal Eternal, snimljen u Francuskoj tijekom turneje "The World Panzer Battle Tour" 1999. godine. Taj se uradak sastoji od glazbenog CD-a i CD-ROM-a, na kojem se nalazi šest pjesama i tri koncertna videozapisa. I taj je uradak Century Media iduće godine objavio u SAD-u. Dva člana skupine, Roger Svensson i Morgan Håkansson, osnovala su horror punk sastav Devils Whorehouse, koji je 2000. objavio debitantski studijski album The Howling.
Nakon što je Marduk 5. ožujka 2001. objavio album La Grande Danse Macabre, u svibnju je otišao na američku turneju kao predgrupa Deicideu sa sastavima Gorguts i All Out War. Zatim je održao europsku turneju koja je dovršena nastupom u Belgiji na festivalu Graspop. Planirana turneja u istočnoj Europi i Rusiji otkazana je u posljednji trenutak zbog toga što je menadžer turneje ukrao utržak od turneje i naposljetku je uhićen. Planirana je američka turneja s Kataklysmom i Amon Amarthom krajem 2001. također morala biti otkazana, između ostalog zbog problema s vizama.

### Prva kompilacija (2002. – 2003.)
U veljači 2002. objavljena je kompilacija Blackcrowned, na kojoj se nalaze prethodno neobjavljene pjesme i videozapisi odnosno materijali koje je prije bilo teško pronaći, snimljeni između rujna 1991. i 2001. godine. Na kompilaciju je uvrštena i nova obrada, ovog puta pjesme The Misfitsa. Kompilacija se sastoji od dvaju CD-ova i objavljena je u ograničenoj nakladi od 10.000 primjeraka.
Fredrik Andersson te je godine napustio Marduk i novi je bubnjar sastava postao Emil Dragutinović, koji je prethodno svirao u Nominonu. Nakon još jedne planirane turneje, ovog puta s Danzigom, koju su i ovaj put obustavile američke ovlasti, održana je prosinačka turneja u Europi, a prisustvovali su joj Six Feet Under, Immolation i Dying Fetus, dok joj se u Nizozemskoj pridružio i thrash metal sastav Exodus.
Marduk je idući album snimao pod privremenim nazivom "Funeral War", koji je kasnije promijenjen u World Funeral; uradak je objavljen u veljači 2003. godine. Prvi singl, "Hearse", objavljen prije samog albuma, sadrži i obradu pjesme "Phantasm" skupine Possessed. Uvodni dijalog na prvoj pjesmi na albumu, "With Satan and Victorious Weaponsu", preuzet je iz filma Ime ruže. Pjesma "Blackcrowned" utemeljena je na skladbi Henryja Purcella "The Queen's Funeral March (Procession)". Posljednji je album na kojem su sudjelovali basist Roger "B. War" Svensson i pjevač Erik "Legion" Hagstedt. Nakon objave World Funerala grupa je otišla na europsku turneju, tijekom koje je održala više od 30 koncerata.
Materijal za EP Porträtt av döda barn od četiri pjesme snimljen je u to vrijeme, no nikada nije objavljen. Grupa je nastupila na festivalu "No Mercy" sa sastavima kao što su Testament, Darkane i Death Angel. Tijekom nastupa na festivalu Party-San Open Air u kolovozu grupi se na pjesmi "The Black" pridružio bivši pjevač Göthberg; taj je nastup snimljen i 2004. objavljen na DVD-u Funeral Marches and Warsongs.

### Novi pjevač (2004. – 2005.)
Tijekom listopada i studenog 2003. Marduk je otišao na južnoameričku turneju, a sredinom studenog pjevač Legion napustio je sastav, zbog čega su zakazani koncerti u Grčkoj i Engleskoj morali biti otkazani. Tijekom veljače 2004. godine objavljeno je da će novi pjevač grupe biti Daniel "Mortuus" Rostén, također član grupa Funeral Mist i Triumphator pod pseudonimom "Arioch". U svibnju je Rogera Svenssona zamijenio Magnus "Devo" Andersson, koji je, iako je na prvim dvama albumima svirao gitaru, sad svirao bas-gitaru.
Prvi DVD skupine, Funeral Marches and Warsongs, objavljen je u veljači 2004. godine. U svibnju je Marduk bio glavni izvođač na festivalu metal glazbe u Motali, dok je tijekom ljeta nastupio kao glavni izvođač na festivalu Agglutination u južnoj Italiji. Deveti je studijski album sastava, Plague Angel, snimljen u studiju Endarker u Norrköpingu, a objavljen u studenom 2004. godine. Objavljena je i gramofonska inačica u ograničenoj nakladi od 1000 primjeraka. U SAD-u je album u ožujku 2005. objavio Candlelight Records. Skupina je u prosincu 2004. najavila početak svjetske turneje "Deathmarch" i istog je mjeseca objavila istoimeni EP. Međutim, tijekom veljače 2005. grupa je bila primorana otkazati ostatak turneje jer je bubnjar Emil Dragutinović slomio ruku tijekom tučnjave. U rujnu 2005. Marduk je otišao na europsku i skandinavsku turneju s predgrupom Mystic Circle.
U ljeto 2005. Marduk je nastupio na festivalu Wacken Open Air, a turneja "Deathmarch" nastavljena je u Europi tijekom kolovoza i rujna, a završila je trima koncertima u Turskoj, nakon čega je sastav otišao održati koncerte u Južnoj i Srednjoj Americi. Kako bi proslavila 15 godina postojanja, skupina je 5. prosinca objavila koncertni album Warsaw, na kojem se nalaze pjesme snimljene tijekom dvaju koncerata održanih u Poljskoj ranije te godine.

### Blood Puke SalvationiRom 5:12(2006. – 2008.)
Grupa je 2006. godine nastupila kao glavni izvođač na Metalboatu (koncertu koji se održao na brodu koji je plovio između Švedske i Finske), a nastupila je i na festivalu Inferno u Oslu. Dvostruki DVD, Blood Puke Salvation, objavljen je u rujnu 2006. i sadrži snimke dvaju koncerata koja su se održala u prosincu 2004. u Tilburgu u Nizozemskoj i Antwerpu u Belgiji, kao i fotogalerije, intervjue i razne videozapise.
Emil Dragutinović napustio je sastav u vrijeme snimanja desetog studijskog albuma, između prosinca 2006. i siječnja 2007. godine. Ipak, Dragutinović svira bubnjeve na većini pjesama. Kasnije ga je zamijenio Lars Broddesson. U proljeće je grupa otišla na turneju u Meksiko, Ukrajinu i Rusiju. Album Rom 5:12 objavljen je u travnju 2007.; osim što je objavljen u uobičajenom izdanju na CD-u, objavljena je i inačica na gramofonskoj ploči ograničena na 500 primjeraka. Na albumu su se pojavili gostujući pjevači Joakim Göthberg (na pjesmi "Cold Mouth Prayer") i A. A. Nemtheanga (na pjesmi "Accuser / Opposer").
U ljeto te godine grupa je nastupila na brojnim festivalima, među kojima su Sweden Rock Festival, Metaltown i Waldrock Open Air, dok je u kolovozu otišla na australsku turneju. Koncem godine otišla je na veću europsku turneju i tijekom nje održala prve nastupe u baltičkim državama.
Početkom 2008. prvi je put nastupio u državama kao što su Sjeverna Makedonija, Srbija, Rumunjska i Bugarska. Marduk je u ožujku sudjelovao na festivalu Metalmania u Katowiceu u Poljskoj, nakon čega je otišao na južnoameričku turneju i održao koncerte u državama među kojima su Brazil, Čile, Kolumbija, Ekvador i Venezuela. U ljeto te godine skupina je održala koncerte na nekoliko europskih festivala, među kojima su francuski Hellfest, slovenski Metalcamp, austrijski Kaltenbach, portugalski Allience Fest i njemački Summer Breeze.

### WormwoodiSerpent Sermon(2009. – 2014.)
Početkom 2009. Marduk je počeo snimati svoj jedanaesti studijski album, a u ožujku je nastupio na festivalu Trettio Minus u Luleji. Na ljeto je održao koncerte na festivalima kao što su Stonehell u Italiji, Lorca Rock u Španjolskoj i Brutal Assualt Festival u Češkoj, ali i kao glavni izvođač na Party.Sanu, na kojem je za desetu obljetnicu objave odsvirala cijeli album Panzer Division Marduk, ali i pjesme s novog albuma. U kolovozu 2009. grupa je prvi put nakon osam godina nastupila u SAD-u, gdje je na Istočnoj obali održala tri koncerta. Nakon toga uslijedila je turneja Blitzkrieg koja se od kraja kolovoza do sredine rujna održavala u Poljskoj. Mardukov jedanaesti studijski album, Wormwood, objavljen je u rujnu 2009. godine. Od kraja rujna do početka listopada Marduk je otišao na turneju Funeral Nation, tijekom koje je nastupao u zapadnoj i južnoj Europi. U studenom i prosincu vratio se u Sjevernu Ameriku i ondje održao turneju US Plague 2009, tijekom koje je i prvi put nastupio u Kanadi. Početkom 2010. počeo je drugi dio turneje Funeral Nation, tijekom koje je sastav nastupio na Balkanu, ali i u Njemačkoj, Austriji, državama Beneluxa, Irskoj i Ujedinjenom Kraljevstvu; turneja je trajala do veljače. U travnju je nastupio na švedskom festivalu House of Metal i kao glavni izvođač na norveškom festivalu Inferno. Od kraja travnja do svibnja nastupio je u Južnoj Americi, Bjelorusiji i Rusiji. U svibnju je pak otišao na dvotjednu turneju Unholy Titans s Deicideom i Vaderom; zajedno su nastupili na festivalima u Švicarskoj, Njemačkoj, Austriji, Mađarskoj i Češkoj, ali i u klubovima u Francuskoj, Italiji, Sloveniji i Poljskoj. U srpnju je nastupio na festivalima Hellfest, With Full Force i Rockharz Open Air. U rujnu je otišao na trotjednu turneju The Great Northern War, tijekom koje je uglavnom nastupao u Skandinaviji. Kako bi proslavio desetu godišnjicu postojanja, sastav je nastupio na turneji Blackest-of-the-Black u SAD-u s grupama kao što su Danzig i Possessed. U prosincu je otišao na azijsku turneju Asian Black Death Redemption 2010, tijekom koje je nastupio u Kini, Tajlandu, Singapuru i Indoneziji.
U siječnju 2011. Marduk je održao dva koncerta na četverodnevnom događaju 70000 Tons of Metal, nakon čega je otišao na kraću turneju tijekom koje je nastupio u Hondurasu, Gvatemali i Kostariki. U veljači je Marduk održao koncert s Mayhemom i Nifelheimom u Strömstadu. Grupa je također nastupila na festivalima Walpurgis Metal Days u Njemačkoj i Puntopop u Belgiji. U svibnju 2011. objavljen je EP Iron Dawn, slično posvećen ratnoj tematici kao i Panzer Division Marduk, u vrijeme kad je Marduk nastupao na Maryland Deathfest, nakon čega je otišao na turneju 7 Bowls of Wrath, koja se održavala u Sjedinjenim Državama i u Kanadi i tijekom koje je nastupao s Black Anvilom, Panzerfaustom, Aura Noirom i HOD-om. Ta je turneja završila njujorškim koncertom tijekom koje je održana i izložba slika umjetnika Oluremija Whitea nadahnutih Mardukovim tekstovima. Tijekom ljeta 2011. skupina je nastupila na švedskom Getaway Rocku, njemačkom Summer Breezeu, francuskom Motorcultoru, norveškom Hole in the Skyju, nizozemskom Elsrocku i švicarskom Meshuffu. U rujnu su Marduk i Blooddawn Productions prestali surađivati s Regain Recordsom i grupa je u studenom potpisala ugovor s Century Medijom.
U svibnju 2012. objavljen je dvanaesti studijski album, Serpent Sermon. Prije samog albuma u sklopu travanjskog izdanja časopisa Sweden Rock Magazine objavljen je singl "Souls for Belial", na kojem se nalazila istoimena pjesma i obrada pjesme "Oil on Panel" Woven Handa. Nakon nekoliko turneja održanih u Australiji, Japanu, Europi, Sjevernoj i Južnoj Americi radi promidžbe Serpent Sermona bubnjar Lars Broddesson bio je primoran napustiti grupu u jesen 2013. zbog problema sa živcima u vratu. Zamijenio ga je Fredrik Widigs, a 2014. je započelo snimanje trinaestog studijskog albuma.

### FrontschweiniViktoria(2015. – danas)
Century Media u siječnju 2015. objavila je trinaesti studijski album grupe, Frontschwein. Snimljen je u studiju Endarker, a u tematskom je smislu konceptualni uradak o Drugom svjetskom ratu. Za naslovnu pjesmu snimljen je glazbeni spot. Osim što je objavljen na CD-u, objavljen je i u ograničenoj nakladi od 200 primjeraka kao kazeta i gramofonska ploča u zlatnoj ili srebrnoj boji i kao prozirna gramofonska ploča.
Marduk je većinu 2015. proveo na turneju. U siječnju 2015. održao je dvanaest koncerata u Australiji, Novom Zelandu i Japanu, dok je od veljače do travnja u Europi održao trideset koncerata. Od travnja do svibnja održao je dvanaest koncerata u Južnoj i Srednjoj Americi, dok je na ljeto nastupio na nekoliko europskih festivala; prvi takav festival bio je Sweden Rock u Sölvesborgu. Tijekom jeseni i zime održao je dvadeset koncerata u Europi, ali i koncert u Tel Avivu u Izraelu. Dana 18. prosinca 2015. objavio je dva različita koncertna albuma na gramofonskoj ploči; Strigzscara – Warwolf, snimljen tijekom nastupa u Norrköpingu 1993. godine, i World Panzer Battle 1999, snimljen tijekom nastupa u Hamburgu 1999. godine. Oba su albuma objavljena u ograničenoj nakladi od 500 primjeraka.
Grupa je bila na turneji i tijekom 2016. i 2017. godine, a u to je vrijeme nastupila u Rusiji i većem dijelu Europe, a održala je i tridesetak nastupa u Sjevernoj Americi.
U travnju 2018. Marduk je nastupio na festivalu Stockholm Slaughter s grupama kao što su Septicflesh, Taake, Aura Noir i My Dying Bride. U svibnju 2018. započela je europska turneja "March of Blood and Iron", na kojoj su nastupili i sastavi Ragnarok i Infernal War, dok je od rujna do listopada Marduk održavao koncerte u Južnoj Americi. U lipnju 2018. objavio je četrnaesti studijski album, Viktoriju.

## Stil

### Glazba
Do objave debitantskog albuma Dark Endless na Mardukov je glazbeni stil uvelike utjecao death metal. Prema riječima Daniela Ekerotha atmosfera tipična za black metal prisutna je tek od drugog albuma, Those of the Unlighta. Taj je uradak nazvao Mardukovim najtradicionalnijim black metal uratkom i "vjerojatno prvim pravim albumom švedskog black metala od Bathoryjeva Under the Sign of the Black Marka". Nakon tog je albuma Mardukov glazbeni stil postao žešći, a kulminacija te žestine postignuta je na albumu Panzer Division Marduk. Taj album, zbog toga što traje svega pola sata i što ga u usporedbi s ostalim uradcima čine relativno brze pjesme, često se naziva Reign in Bloodom skupine ili black metala općenito; međutim, pjesme na njemu, za razliku od pjesama na Slayerovom uratku, međusobno su vrlo slične, zbog čega zvuči vrlo jednolično.
Nakon Panzer Division Marduka album La Grande Danse Macabre "odrekao se većeg dijela brzine, [...] no zbog toga su [Håkanssonovi] rifovi nasilniji, precizniji nego ikad prije, a Boggeova bas-gitara više je prisutna".
Prema Christianu Wachteru iz Legacyja dolazak je pjevača Mortuusa doveo do "odlaska u zanimljiviji glazbeni stil koji je katkad malo umjereniji, ali nije ništa manje mračan. Zbog njegove suradnje sa skupinom nedavniji Mardukovi albumi podsjećaju na njegovu drugu grupu, Funeral Mist. Wachter je Serpent Sermon posebno izdvojio kao raznolik album i komentirao da je "Into Second Death" "prilično dobra zbog zaraznog spoja thrash metala i epskog doom metala", da se glazbenici na "Temple of Decayju" "posvećuju vrlo mračnoj sporoj [glazbi]", dok su pjesme poput "Messianic Pestilence" i "Gospel of the Worm" vrlo brze. Marduk je također surađivao i sa švedskim martial industrial sastavom Arditi, i to na pjesmama "1651", "Deathmarch" i "Warschau III: Necropolis".

### Tekstovi i ideologija
Morgan Håkansson posvećen je sotonizmu i u tekstovima pjesama sastava piše o povezanim temama. Dok piše tekstove, često je nadahnut Biblijom, što je odraženo i u nazivima albuma kao što su Rom 5:12 i Wormwood; naziv Wormwood, koji se prevodi kao 'pelin', ne aludira na sastojak apsinta, nego na odlomak iz Otkrivenja (Otkrivenje 8: 10-11); taj je odlomak citiran i na naslovnici albuma na latinskom jeziku. Skupina je također pisala pjesme o Vladu III. Drakuli i temama vezanima za razdoblje nacizma i Drugog svjetskog rata. Takvi su tekstovi i ranije Håkanssonove izjave dovele do polemika; tijekom turneje Winter War Tour u veljači 1995. časopisi Rock Hard i Metal Hammer pokušavali su bojkotirati skupinu u Njemačkoj zbog Håkanssonovih "neprimjerenih izjava" u jednom njemačkom časopisu; rekao je da se Marduk protivi imigraciji u Švedsku i da se ponosi činjenicom što je njegov djed služio u Drugom svjetskom ratu kao njemački časnik. Naslovnica koncertnog albuma Germania također je dovela do kritika; Håkansson je komentirao da je na njoj zapravo prikazan savezni orao s poleđine kovanice od jedne njemačke marke. Grupa je odlučila objaviti snimljene nastupe u Njemačkoj jer su u pitanju bile najkvalitetnije snimke s turneje za album Heaven Shall Burn... When We Are Gathered i publika je bila vrlo dobra. Håkansson se u međuvremenu odrekao svojih ranijih stajališta o nacizmu. Za njega je nacionalni socijalizam samo jedna od nekoliko zanimljivih povijesnih tema. Međutim, prema istraživanju koje su provele švedske novine ETC bivši bubnjar Fredrik Widigs i pjevač Daniel "Mortuus" Rostén simpatizeri su neonacističke organizacije "Nordijski pokret otpora" i isporučuje im se velika količina propagandnog materijala te organizacije. Marduk je izjavio da ni jedan njegov član nikad nije naručio materijal od te organizacije niti je ikad kontaktirao s njom.
U lipnju 2018. objavljen je glazbeni spot za pjesmu "Viktoria" s istoimenog albuma. U spotu se na Mortuusovoj kožnoj jakni prikazuje bedž na kojem su naslikana dva prekrižena čekića, a iznad njih leži mač. Sam bedž osmislio je švedski sastav Arditi, koji se, poput Marduka, bavi Drugim svjetskim ratom, militarizmom i totalitarnim sustavima, a više je puta optuživan i za priklanjanje nacističkoj struji black metala, između ostalog i zbog naziva EP-a Jedem das Seine (u prijevodu: "Svakome njegovo"). Simbol na bedžu, dva prekrižena čekića s mačem, prilično je sličan medalji časti Nacionalsocijalističke njemačke radničke stranke za područje Essena.

## Članovi sastava
| Sadašnja postava - Morgan – gitara (1990. – danas) - Mortuus – vokali (2004. – danas) - Simon – bubnjevi (2019. – danas) - Joel Lindholm – bas-gitara (2020. – danas) | Bivši članovi - Rickard Kalm – bas-gitara (1990. – 1992.) - Joakim Af Gravf – bubnjevi (1990. – 1993.); vokali (1993. – 1995.) - Dread – vokali (1990. – 1993.) - Roger "B. War" Svensson – bas-gitara (1992. – 2004.) - Devo – gitara (1992. – 1994.); bas-gitara (2004. – 2019.) - Fredrik Andersson – bubnjevi (1993. – 2002.) - Legion – vokali (1995. – 2003.) - Emil Dragutinović – bubnjevi (2002. – 2006.) - Lars Broddesson – bubnjevi (2006. – 2013.) - Fredrik Widigs – bubnjevi (2014. – 2018.) Bivši koncertni članovi - Kim Osara – gitara (1995. – 1996.) - Peter Tägtgren – gitara (1996. – 1997.) - Fredrik Widigs – bubnjevi (2013. – 2014.) - Simon – bubnjevi (2019.) |

Vremenska crta

## Diskografija
Studijski albumi
- Dark Endless (1992.)
- Those of the Unlight (1993.)
- Opus Nocturne (1994.)
- Heaven Shall Burn... When We Are Gathered (1996.)
- Nightwing (1998.)
- Panzer Division Marduk (1999.)
- La Grande Danse Macabre (2001.)
- World Funeral (2003.)
- Plague Angel (2004.)
- Rom 5:12 (2007.)
- Wormwood (2009.)
- Serpent Sermon (2012.)
- Frontschwein (2015.)
- Viktoria (2018.)
- Memento Mori (2023.)

Demoalbumi
- Fuck Me Jesus (1991.)

EP-ovi
- Glorification (1996.)
- Here's No Peace (1997.)
- Obedience (2000.)
- Deathmarch (2004.)
- Iron Dawn (2011.)

Koncertni albumi
- Live in Germania (1997.)
- Infernal Eternal (2000.)
- Warschau (2005.)

Kompilacije
- Blackcrowned (2002.)

Videografija
- Funeral Marches and Warsongs (2004.)

## Vanjske poveznice

### Sestrinski projekti
|  | Zajednički poslužitelj ima još gradiva o temi Marduk |

### Mrežna mjesta
- Službene stranice sastava  Arhivirana inačica izvorne stranice od 8. studenoga 2020. (Wayback Machine)